# Мрясово (Башкортостан)
Мрясово (баш. Мерәҫ) — деревня в Краснокамском районе Республики Башкортостан Российской Федерации. Входит в состав Новобуринского сельсовета. 

## География

### Географическое положение
Расстояние до:
- районного центра (Николо-Берёзовка): 61 км,
- центра сельсовета (Новая Бура): 4 км,
- ближайшей ж/д станции (Нефтекамск): 54 км.

## Население
| 2002 | 2009 | 2010 |
| ---- | ---- | ---- |
| 98   | ↘95  | ↘81  |